# 中陵古城遗址
中陵古城遗址，位于山西省朔州市右玉县城西12.5公里威远镇西2.5公里处，是中华人民共和国山西省文物保护单位之一。
1986年8月18日，授予山西省文物保护单位，是一座古遗址。